# Rolando de Lamare
Rolando de Lamare (ur. 10 listopada 1888 w Belém, zm. 20 lipca 1963 w Rio de Janeiro) – piłkarz brazylijski grający na pozycji pomocnika.

## Kariera klubowa
Rolando de Lamare występował w klubie Botafogo FR, którym występował w latach 1907–1914. Z Botafogo trzykrotnie zdobył mistrzostwo stanu Rio de Janeiro – Campeonato Carioca w 1907, 1910 i 1913 roku. W klubie jak i w reprezentacji występował z bratem Abelardo de Lamare.

## Kariera reprezentacyjna
Rolando de Lamare występował w nieoficjalnej reprezentacji Brazylii, w której zadebiutował 28 sierpnia 1910 w przegranym 2-5 meczu z angielskim klubem Corinthians F.C. Trzy lata później ponownie wystąpił w meczu z tym samym rywalem.
W oficjalnej reprezentacji Brazylii Rolando de Lamare zadebiutował 21 lipca 1914 w wygranym 2-0 meczu z angielskim klubem Exeter City. Był to pierwszy w historii mecz oficjalnej reprezentacji Brazylii. Był to jedyny jego występ w reprezentacji.